# Inner Worlds
Albums de Mahavishnu Orchestra
Visions of the Emerald Beyond
(1975) Mahavishnu
(1984)
Inner Worlds est le cinquième album studio du Mahavishnu Orchestra, sorti en janvier 1976.
En 1975, le violoniste Jean-Luc Ponty et la claviériste Gayle Moran quittent le groupe. Moran est remplacée par Stu Goldberg.
Il s'agit du dernier opus de la formation jusqu'à ce que John McLaughlin reforme le groupe en 1984.
L'album s'est classé 24e au Top Jazz Albums et 118e au Billboard 200.
Le titre Planetary Citizen a été samplé à plusieurs reprises, notamment par Slick Rick dans Kit (What's the Scoop) (1988), Schoolly D dans Black Education (1989), Massive Attack dans Unfinished Sympathy (1991) ou encore Tricky dans Gangster Chronicle (2014).

## Liste des titres
| 1. | All in the Family | John McLaughlin                   | 6:02 |
| 2. | Miles Out         | McLaughlin                        | 6:44 |
| 3. | In My Life        | McLaughlin, Narada Michael Walden | 3:22 |
| 4. | Gita              | McLaughlin                        | 4:29 |
| 5. | Morning Calls     | McLaughlin, Walden                | 1:23 |

| 1. | The Way of the Pilgrim | Walden                   | 5:15 |
| 2. | River of My Heart      | K.C. Anderson, Walden    | 3:41 |
| 3. | Planetary Citizen      | Ralphe Armstrong         | 2:14 |
| 4. | Lotus Feet             | McLaughlin               | 4:24 |
| 5. | Inner Worlds Parts 1&2 | Stu Goldberg, McLaughlin | 6:37 |

## Musiciens
- John McLaughlin : guitares, guitare synthétiseur, synthétiseur/séquenceur Emulator, chant
- Stu Goldberg : orgue, piano, claviers, clavinet, mini Moog, chant
- Ralphe Armstrong : basse, contrebasse, chant
- Narada Michael Walden : percussions, conga, batterie, marimba, chant, timbales, Gong, piano, chant